# Sommerkoog
Ein Sommerkoog, auch Sommerpolder oder gelegentlich  Sommergroden genannt, ist ein lediglich durch einen Sommerdeich geschütztes Deichvorland. Beispiele hierfür sind u. a. der ehemalige Blomen-Sommerkoog, der Nordgrovener Sommerkoog, der Preiler Sommerkoog, der Neue Meldorfer Sommerkoog, der Wöhrdener Sommerkoog von 1854 und der Sommergroden vor dem Langwarder Groden.
Der Sommerdeich schützt in der Regel vor einer Überflutung in den Sommermonaten, so dass in dieser Zeit der Koog, Polder oder Groden (diese drei Begriffe sind de facto Synonyme, die lediglich regional unterschiedlich benutzt werden) als Weide für Rinder bzw. insbesondere für Schafe oder zur Heuernte genutzt werden kann.
Gleichzeitig dienen sie dem Küstenschutz, da sie bei Sturmfluten einen Teil der Kraft der Wellen absorbieren, wobei die Stärke und Höhe der Brandung reduziert wird, was zu einer Entlastung des Hauptdeichs führt.
Früher war neben der landwirtschaftlichen Nutzung auch die Neulandgewinnung durch Eindeichung mehrerer Sommerköge mittels eines neu errichteten Winterdeichs zu einem neuen Koog oder Polder der Hauptgrund für die Anlage von Sommerkögen oder -poldern. Diese Funktion ist durch die Einbeziehung in die Nationalparks Niedersächsisches Wattenmeer, Schleswig-Holsteinisches Wattenmeer und Hamburgisches Wattenmeer, die heute Bestandteil des UNESCO-Weltnaturerbes Wattenmeer sind, entfallen.
Mittlerweile ist der Schutz von Flora und Fauna der nicht eingedeichten Salzwiesen deutlich höher angesiedelt als die Erschließung neuer landwirtschaftlicher Nutzflächen, so dass praktisch keine neuen Sommerköge oder -polder mehr eingedeicht werden.
Während einige Sommerköge im Zuge von Küstenschutzprojekten wie beispielsweise der Barlter Sommerkoog in der Meldorfer Bucht oder die Hauener Hooge nahe Greetsiel bei der Errichtung der Leyhörn mittels eines vorgelagerten Hauptdeichs „landfest“ gemacht wurden, wurde an anderen Stellen der Sommerdeich teilweise oder in Gänze abgetragen, damit sich die Flächen durch regelmäßige Überflutung und dem damit verbundenen Salzeintrag wieder renaturieren können. Beispielhaft sei hier die Renaturierung des Langeooger Sommerpolders erwähnt. Als weitere Beispiele für den Rückbau bestehender Sommerdeiche sind u. a. Maßnahmen beim Lütetsburger Sommerpolder, dem Sommergroden/-polder vor Cappel-Neufeld im Land Wursten/Niedersachsen oder am Langwarder Groden (Halbinsel Butjadingen) zu nennen.
Gelegentlich werden auch als Überschwemmungsgebiete ausgewiesene Flächen im Binnenland an Flüssen offiziell als Sommerpolder bezeichnet. Diese Benennung ist insofern irreführend, da Hochwasser an Flüssen sich nicht auf bestimmte Jahreszeiten beschränkt. Sinnvoller wäre hier die Bezeichnung Über-/ Flutungspolder.